# Cowley (Londen)
Cowley is een wijk in het Londense bestuurlijke gebied Hillingdon, in de regio Groot-Londen.

## Galerij

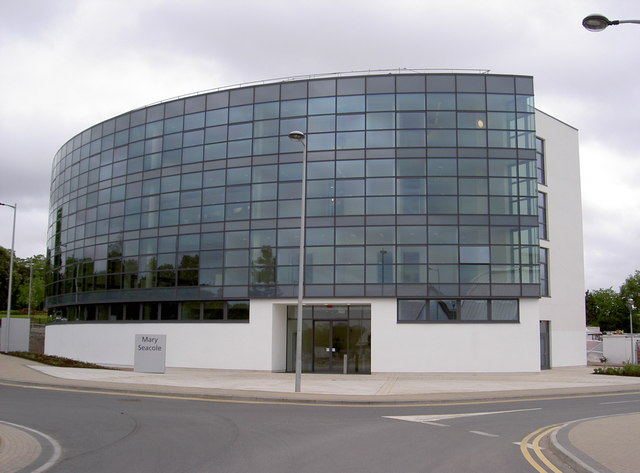